# Konstantin Biebl
Konstantin Biebl (Slavětín, 26 febbraio 1898 – Praga, 12 novembre 1951) è stato un poeta ceco, uno dei più importanti della sua generazione.

## Biografia
Nacque in Boemia, a quei tempi appartenente all'Impero austro-ungarico.
Suo padre era un dentista con la passione per la poesia e la pittura, che morì suicida nel 1916 mentre lavorava come chirurgo in Galizia.
Nella sua famiglia vi fu un altro poeta, ossia il fratello della madre, Arnošt Ráž.
Biebl studiò al ginnasio, dapprima in Louny (1909-1914), e poi a Malá Strana.
Partecipò alla prima guerra mondiale nelle file dell'esercito austro-ungarico, e alla fine delle ostilità, pur sofferente a causa della tubercolosi, si iscrisse alle facoltà di medicina e di filosofia, anche se dopo poco tempo optò per studi letterari. In questo periodo abbozzò i primi approcci con la poesia, scrivendo per un giornalino studentesco una collezione di poesie intitolata Canti di un paziente tisico, mai pubblicata nel prosieguo della sua carriera in nessun volume.
Il suo vero e proprio esordio letterario coincise con la diffusione del movimento proletario al quale Beibl appartenne, e la raccolta di versi intitolata Cesta k lidem ("Strada verso la gente") pubblicata nel 1923 espresse una evidente affinità con le problematiche e le esigenze del proletariato.
Intorno agli anni venti viaggiò intensamente, sia in Europa (Francia) sia in Asia (Sumatra, Ceylon e Giava).
Negli scritti seguenti, Věrný blas ("Voce fedele") del 1924 e Zlom ("Frattura") del 1925, l'autore consolidò le sue tendenze verso l'impegno sociale e politico.
Dopo questa prima fase giovanile, Biebl attenuò l'interesse per le tematiche inerenti al mondo operaio aprendosi, invece, ad esplorazioni e ricerche fonetiche-  lessicali e ispirandosi ai nuovi dettami della psicoanalisi, da cui colse a piene mani le tecniche delle libere associazioni. Questa nuova fase poetica venne concretizzata con le raccolte Zlatými rětězy ("Con catene d'oro") del 1926 e Nový Ikaros ("Il nuovo Icaro") del 1929, ritenuto il suo lavoro più pregevole dai critici letterari.
Negli anni trenta Biebl si avvicinò al movimento surrealista e le opere Nebe, peklo, rái ("Cielo, inferno, paradiso") del 1931 e Zrcadlo noci ("Lo specchio della morte") del 1939 furono caratterizzate da toni elegiaci, espressioni sensoriali e pulsionali, divagazioni sulla vanità della vita, contrasti fra fantasie e realtà.
L'esperienze drammatiche della seconda guerra mondiale, durante la quale il poeta conservò una posizione pacifista, influenzarono gli assi portanti delle liriche dell'autore, che si accostò nuovamente ad un maggiore realismo, occupandosi di problematiche concrete che grazie al riaffiorare di bei ricordi andati, apparvero edulcorate. La sua opera più emblematica di questo periodo fu Bez obav ("Senza timori") del 1951.
Morì suicida, dopo aver sofferto a lungo di crisi depressive il 12 novembre 1951 all'età di 53 anni.

## Opere principali
- Cesta k lidem ("Strada verso la gente") (1923);
- Věrný hlas ("Voce fedele") (1924);
- Zlom ("Frattura") (1925);
- Zloděj z Bagdadu ("Il ladro di Baghdad") (1925);
- Zlatými řetězy ("Con catene d'oro") (1926);
- Modré stíny ("Ombre blu") (1926);
- S lodí jež dováží čaj a kávu ("Con la nave che trasporta tè e caffè") (1927);
- Nový Ikaros ("Il nuovo Icaro") (1929);
- Nebe peklo ráj ("Cielo, inferno, paradiso") (1930);
- Plancius (1931);
- Zrcadlo noci ("Lo specchio della morte") (1939);
- Bez obav ("Nessun problema") (1951);
- Cesta na Jávu ("Senza timori") (1958).